# Tomohisa Ishiguro
Tomohisa Ishiguro (石黒 智久 Ishiguro Tomohisa?), född 27 april 1981 i Toyama prefektur, är en japansk före detta fotbollsspelare.
Ishiguro började sin karriär 2004 i YKK AP (Kataller Toyama). Han spelade 47 ligamatcher för klubben. Han avslutade karriären 2009.